# Armando Sá
Armando Sá (Maputo, 16 settembre 1974) è un ex calciatore mozambicano, di ruolo difensore.

## Carriera

### Club
Ha giocato nella massima serie dei campionati portoghese, spagnolo e iraniano.

### Nazionale
Dal 1999 al 2010 ha giocato 6 partite con la nazionale mozambicana.

## Palmarès

### Club

#### Competizioni nazionali
- Coppa del Portogallo: 1

Benfica: 2003-2004
- Campionato iraniano: 1

Sepahan: 2009-2010